# Оршедумка
Оршедумка — река в России, протекает в Санчурском районе Кировской области. Устье реки находится в 207 км по правому берегу реки Большая Кокшага. Длина реки — 14 км, площадь водосборного бассейна — 60,8 км².
Исток реки в Лаптевском лесу в 26 км к северо-западу от Санчурска. Река течёт на юго-восток, верхнее течение проходит по Лаптевскому лесу, в среднем течении протекает через деревню Большое Лаптево. Впадает в Большую Кокшагу у деревни Большой Зенканур. Крупнейший приток - Икмор (правый).

## Данные водного реестра
По данным государственного водного реестра России относится к Верхневолжскому бассейновому округу, водохозяйственный участок реки — Волга от Чебоксарского гидроузла до города Казань, без рек Свияга и Цивиль, речной подбассейн реки — Волга от впадения Оки до Куйбышевского водохранилища (без бассейна Суры). Речной бассейн реки — (Верхняя) Волга до Куйбышевского водохранилища (без бассейна Оки).
По данным геоинформационной системы водохозяйственного районирования территории РФ, подготовленной Федеральным агентством водных ресурсов:
- Код водного объекта в государственном водном реестре — 08010400712112100000619
- Код по гидрологической изученности (ГИ) — 112100061
- Код бассейна — 08.01.04.007
- Номер тома по ГИ — 12
- Выпуск по ГИ — 1